# Tijk
Tijk is de stof die als een huid om de kern van een matras of kussen is aangebracht. De tijk bestaat uit een katoenen laag, een vlies dat zorgt dat de vulling niet naar buiten kan komen, en een katoenen doek ter afwerking. Tijk wordt ook gebruikt als omhulling voor dekbedden en zelfs als gordijnstof.
Dubbeldoeks tijk bestaat uit twee doorgestikte lagen.
Hoe lichter de katoenen tijk, hoe groter het slaapcomfort. Het gewicht van de tijk wordt aangeduid in Nm en hier geldt; hoe hoger het getal hoe luxer en kostbaarder de tijk. Nm 100 betekent dat 1 gram katoendraad 100 meter lang is, Nm 200 betekent dat 1 gram draad 200 meter lang is. Hoe hoger het getal, hoe dunner dus het garen waarmee kan worden geweven en hoe luxer het dekbed is. Hoe hoger de Nm-waarde, hoe dichter de weefstructuur is, wat kan voorkomen dat huisstofmijten en allergenen zich in het matras nestelen.
Er bestaat ook synthetische tijk, waarin onder meer polyester, polyamide of viscose kan zijn verwerkt.